# 솔로몬의 열쇠

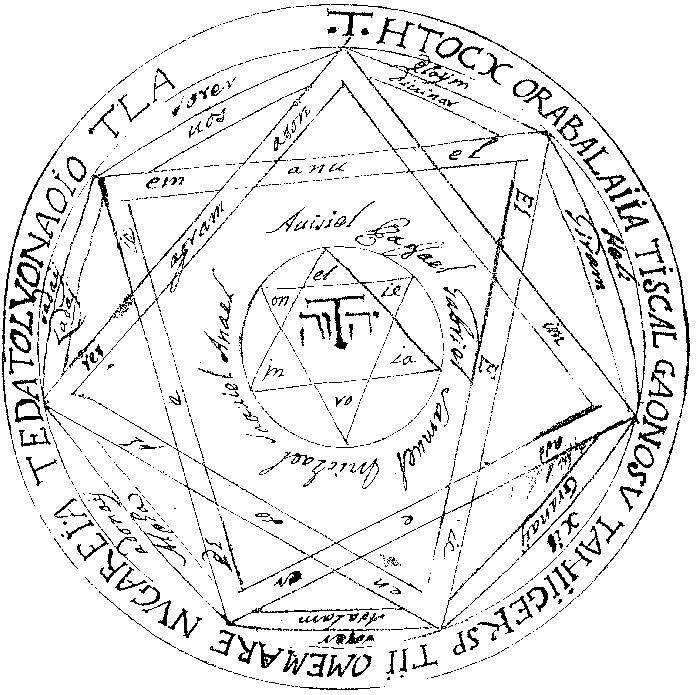
솔로몬의 열쇠 사본에서 발견된 마법진.

솔로몬의 열쇠(히브리어: מפתח שלמה)는 흑마도서의 일종으로, 이스라엘 왕국의 솔로몬 왕이 지은 것으로 알려진 마도서이다. 솔로몬의 소열쇠라는 마도서의 원형이기도 하다. 

## 같이 보기
- 솔로몬